# Antonine Maillet
Antonine Maillet (Bouctouche, New Brunswick, 10 de mayo de 1929-17 de febrero de 2025) fue una novelista y dramaturga canadiense acadiana (descendiente de los primeros colonos franceses). Sus obras más conocidas son la pieza teatral La sagouine y la novela Pélagie-la-Charrette, con la que ganó el premio Goncourt en 1979.

## Biografía
Antonine Maillet tuvo cinco hermanas y tres hermanos. Sus padres fueron profesores, pero su padre abandona su empleo para convertirse en gerente del almacén Irving de ciudad, perteneciente a la recién creada irving Oil, productora y exportadora de petróleo. Esta época quedará reflejada en el monólogo Nouël de La Sagouine. Su madre es una Cormier, así como una Cormier es la narradora de su primera novela, Pointe-aux-Coques.
Entre 1935 y 1944, asiste a la escuela de Bouctouche.
En 1944 entra en el Collège Notre-Dame d'Acadie, fundado por las religiosas de Notre-Dame du Sacré-Cœur en Memramcook en 1943, primero en ofrecer el título de grado a chicas en Canadá. Antonina se convierte en editora del periódico estudiantil Bleuettes.
El colegio se desplaza a Moncton en 1949, y en ese lugar, obtiene el grado (baccalauréat) en artes en 1950 o 1952, según las fuentes.
Tras obtener el grado, entra en la congregación de Notre-Dame du Sacré-Cœur con el nombre de sor Marie-Grégoire. Trabaja como institutriz en el pueblo de Richibouctou-Village, en Cap-de-Richibouctou, y entre 1954 y 1960 enseña letras en el Collège Notre-Dame d'Acadie. En 1959 obtiene el título de maîtrise universitaire ès lettres, un grado de los países anglosajones equivalente al máster.
En esa época, escribe sus primeras obras de teatro para los estudiantes, Entrance, en 1957, y Poire-Acre, en 1958. Su primera novela, Pointe-aux-Coques, se publica en 1958 en una colección juvenil. Es la primera vez que utiliza el francés acadiano en un texto. Narra su experiencia durante el primer año que pasó en Richibouctou-Village, contada por Madame Cormier, que lleva el nombre de su madre. 
Con la obra Poire-Acre gana el primer premio del Festival nacional de arte dramático en 1958. Con Les Jeux des enfants sont faits, presentada en Vancouver, gana el premio del Consejo de las artes de Canadá en 1960. El mismo año, gana el Premio Champlain por Pointe-aux-Coques, y poco después deja la congregación.
En 1961, se inscribe en la Universidad de Montreal, donde obtiene una licenciatura en letras un año más tarde. Consigue una beca del Conseil des Arts du Canada y marcha a estudiar a París, donde empieza a investigar sobre François Rabelais, y emprende un viaje al Próximo Oriente y África.
Entre 1964 y 1967, enseña en la Universidad de Moncton, en Canadá. Mientras, estudia el folclore acadiano. Entre 1968 y 1969, enseña en el colegio de los Jesuitas de Quebec. Escribe una tesis, Rabelais et les traditions populaires en Acadie, por la que obtiene un doctorado en la Universidad Laval en 1969-70. En esta universidad, en Montreal, enseña escritura creativa.
En 1974 se convierte en profesora de la Universidad de Montreal, pero también da clases en Berkeley, California, y en Albany, Nueva York. En 1975, tras el éxito de La Sagouine, deja la enseñanza para consagrarse a la escritura, pero sigue trabajando en Radio Canadá, en Moncton, en calidad de guionista y animadora.
En 1977, publica su primera novela larga, Les cordes-de-bois, finalista del premio Goncourt, que ganó ese año Didier Decoin, con John l'Enfer.
Por fin, en 1979, gana el Goncourt con Pélagie-la-Charrette, que evoca la deportación de los acadianos por los británicos en 1755, inspirada en la historia y el folclore de los acadianos.

## Premio literario Antonine-Maillet-Acadie Vie
Se otorga en honor de la escritora para promover la literatura acadia y el reconocimiento de los acadios y acadias que, por la calidad de su trabajo, contribuyen al reconocimiento de lo acadio en el mundo.

## Obra escogida
- Entrance, 1957
- Poire-Acre, 1958
- Pointe-aux-Coques, 1958
- Les Jeux des enfants sont faits, 1960
- On a mangé la dune, 1962
- Les Crasseux, 1968
- La Sagouine, 1971. Tradujo al inglés Luis de Céspedes.
- Rabelais et les traditions populaires en Acadie, 1971
- Don l'Orignal, 1972
- Par derrière chez mon père,1972
- Gapi et Sullivan, 1973
- Mariaagélas, 1973
- L'Acadie pour quasiment rien, 1973
- Évangeline Deusse, 1975
- La Veuve enragée, 1977
- Les Cordes-de-bois, 1977
- Le Bourgeois gentleman, 1978
- Pélagie-la-Charrette, Grasset, 1979. Premio Goncourt 1979. Tradujo al inglés Philip Stratford, 1982
- Cent ans dans les bois, 1981
- La Contrebandière, 1981
- Les Drolatiques, Horrifiques et Épouvantables Aventures de Panurge, ami de Pantagruel, 1981
- La Gribouille, 1982
- Crache à pic, 1984
- Le Huitième Jour, 1986
- Garrochés en paradis - 1986
- Le Huitième Jour, 1986
- Margot la folle, 1987
- L'Oursiade, 1991
- William S., 1991
- Les Confessions de Jeanne de Valois, 1992
- La Nuit des rois, 1993
- La Fontaine ou la Comédie des animaux, 1995
- L'Île-aux-Puces, 1996
- Le Chemin Saint-Jacques, 1996
- Chronique d'une sorcière de vent, 1999
- Madame Perfecta, 2002
- Le Temps me dure, 2003
- Pierre Bleu, 2006
- Le Mystérieux voyage de Rien, 2009
- Fais confiance à la mer, elle te portera, 2010

## Biografías
- David Lonergan, Paroles d'Acadie : Anthologie de la littérature acadienne (1958-2009), Sudbury, Prise de parole, 2010 ISBN 978-2-89423-256-9, pp. 41-60
- Marguerite Maillet, Gérald Leblanc et Bernard Emont, Anthologie de textes littéraires acadiens : 1606-1975, Moncton, Éditions d'Acadie, 1992, 643 pp. ISBN 2-7600-0228-4 pp. 447-472 y 538-557
- Robert Viau, Antonine Maillet : 50 ans d'écriture, Éditions David, Ottawa, 2008, 349 pp. ISBN 978-2-89597-097-2

- Datos: Q946031
- Multimedia: Antonine Maillet / Q946031